# Konrad Telmann

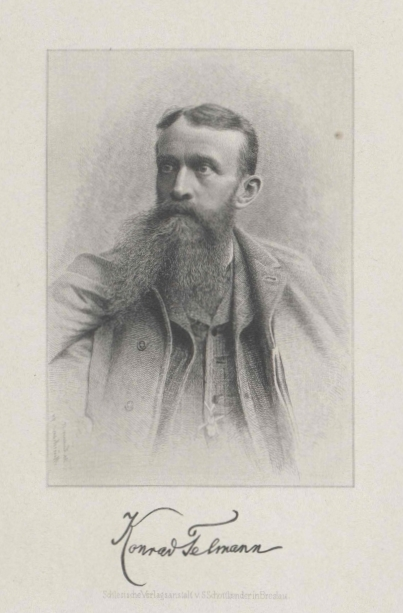
Konrad Telmann

Konrad Telmann, geboren als Ernst Otto Konrad Zitelmann (* 26. November 1854 in Stettin; † 24. Januar 1897 in Rom), war ein deutscher Jurist und Schriftsteller.
Durch eine amtliche Namensänderung wurde der Schriftstellername Telmann zum bürgerlichen Namen.

## Leben
Telmann entstammte  einer Stettiner  Patrizier- und Juristenfamilie. Sein Vater war Generallandschaftssyndikus und Justizrat. Sein Großvater mütterlicherseits war der Dichter Ludwig Giesebrecht, sein Onkel Konrad Zitelmann ebenfalls neben dem Beruf als Schriftsteller tätig. Eine Cousine war die Schriftstellerin Katharina Zitelmann.
Telmann besuchte das Marienstiftsgymnasium in Stettin. Schon als Schüler an Dichtung und Lyrik interessiert, reiste er viel und studierte Jura in Berlin, Heidelberg, Leipzig und Greifswald.
1876 ging er als Gerichtsreferendar nach Stettin und promovierte zum Dr. iur. Die bereits im Jugendalter ausgebrochene Lungentuberkulose, sein labiler Gesundheitszustand und der  Widerwille gegen eine Juristenlaufbahn bewogen ihn 1879, den Verwaltungsdienst zu quittieren und dauerhaft in der Schweiz, in Südfrankreich (1883 Menton), Italien und Sizilien zu leben.
1891 heiratete er die Malerin und Schriftstellerin Hermione von Preuschen, geschiedene Schmidt. Mit ihr lebte er in Rom. Das Paar hatte zwei Töchter.
Telmann hielt sich während der Sommermonate regelmäßig in Deutschland auf und nahm Anteil an den politischen und gesellschaftlichen Umständen dort. Im September 1896 begleitete er seine Frau zu dem von Lina Morgenstern organisierten ersten Internationalen Kongreß für Frauenwerke und Frauenbestrebungen in Berlin.

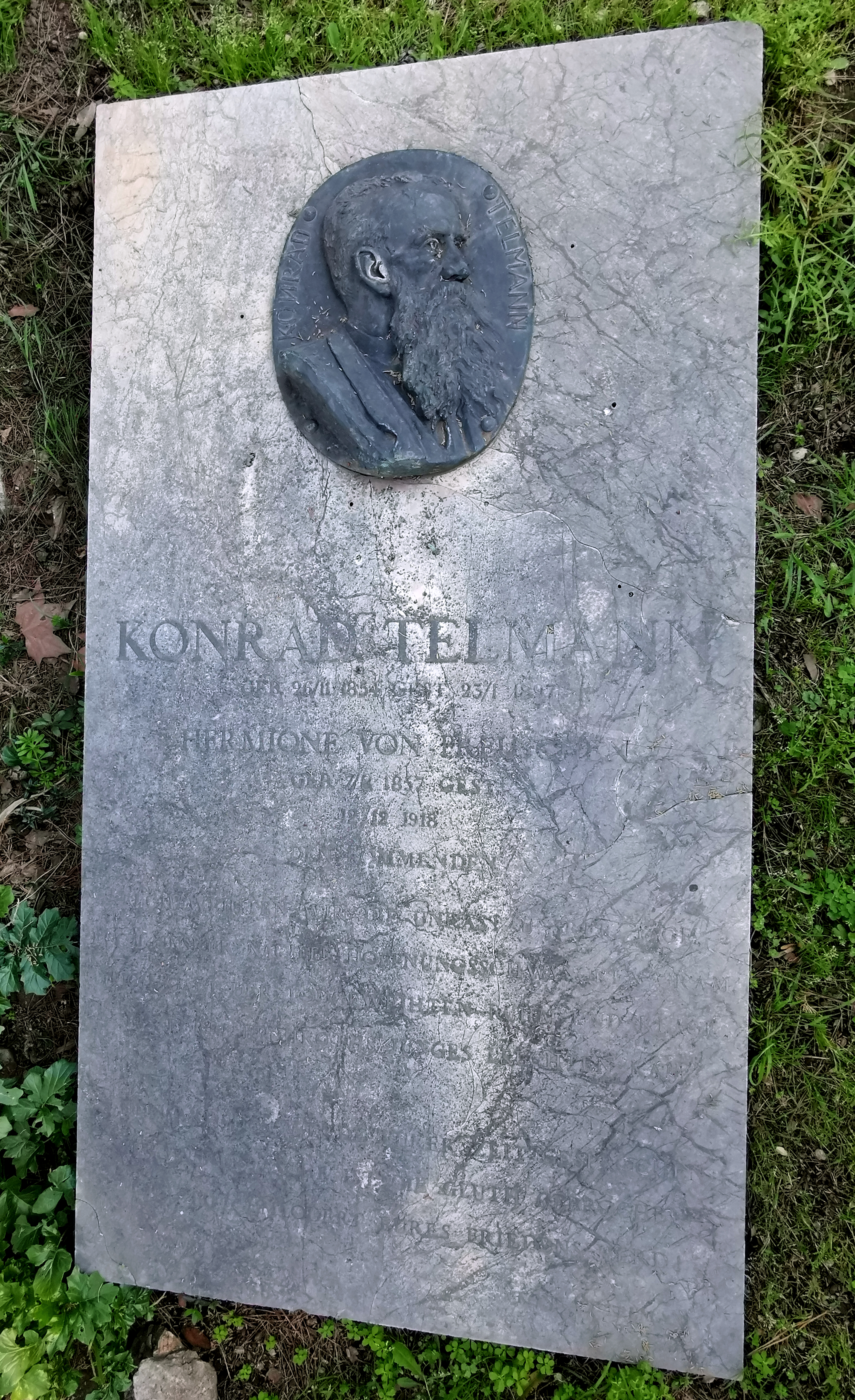
Grab auf dem Nichtkatholischen (Protestantischen) Friedhof Rom

Freigeistig und schwärmerisch veranlagt, wurde Telman in gesellschaftliche, kirchliche, kollegiale und gerichtliche Konflikte gezogen. Ostentativ verweigerte ihm der Deutsche Künstlerverein zu Rom die Aufnahme, nachdem er in seinem Roman Unter römischem Himmel „gewisse Typen“ des Vereins beschrieben hatte. Mit 43 Jahren starb er an der sogenannten „Schwindsucht“ und einem Schlaganfall in Rom. Das Preußische Oberkonsistorium in Berlin verweigerte seine kirchliche Bestattung in Rom.
Die beiden Töchter Helga und Inge(borg) wurden von Henning von Holtzendorff adoptiert und 1907 in den preußischen Adelsstand erhoben. Inge wurde Schriftstellerin und heiratete den Maler Conrad Westpfahl.

## Bedeutung
Wie sein Freund Hermann Sudermann zählt Telmann zu den Schriftstellern des deutschen Naturalismus. In seinem umfangreichen Werk diskutiert er soziale, politische, ethische, religiöse Streitfragen seiner Zeit von entschieden modernem Standpunkt aus. In seinen leidenschaftlichen, mitreißend geschriebenen Darstellungen dominiert dabei nicht selten der sozialreformerische Impetus über die künstlerische Ausgestaltung. Einige seiner Romane führten zu öffentlichen Protesten; insbesondere die katholizismuskritische Darstellung in Unter den Dolomiten wurde von kirchlichen Behörden verfolgt und führte zum Verbot einer kirchlichen Beerdigung.
Als Romancier schrieb Telman in 24 Jahren 69 Werke in 93 Bänden. Seine Romane und Novellen, von denen einige erst postum erschienen, sind noch heute lesenswerte Zeitdokumente. Hermann Sudermann bezeichnete Telmann als „Märtyrer des Lebens“. Aus seiner Heimat Pommern bezog er viele Anregungen für seine Romane und Novellen. Bei seiner Urnenbestattung sagte ihm Bjørnstjerne Bjørnson nach: „Deutschland verliert in diesem Dichter ein großes Herz und einen der edelsten Vorkämpfer für Freiheit und Licht. “
Telmanns Leben hat viele Parallelen zu dem von Ferdinand Gregorovius.

## Werke (Auswahl)
- In Pommern. Novellensammlung. 2 Bände. Grunow, Leipzig 1875.
- Im Frührot. Roman (1880)[1].
- Götter und Götzen. Roman. 3 Bände. Reißner, Leipzig 1884. (Digitalisat des 2. Bandes in der Google-Buchsuche).
- Dunkle Existenzen. Roman. 4 Bände. Reißner, Leipzig 1886.
- Moderne Ideale. Roman. 3 Bände. Societätsdruckerei, Frankfurt a. M. 1886.
- Aus der Fremde. Gedichte. Bruns, Minden 1889.
- Vom Stamm der Ikariden. Roman. 3 Bände. Reißner, Leipzig 1891.
- Unterm Strohdach. Roman. 3 Bände. Reißner, Leipzig 1892.
- Auf eigener Scholle. Roman. 2 Bände. Reißner, Dresden/Leipzig 1894.
- Schattenpflanzen. Novellen, Reißner, Dresden/Leipzig 1894. (Digitalisat der 2. Ausg. 1898).
- Bohémiens. Roman (1895); Neuausgabe Berlin 2013, ISBN 978-3-923211-24-1 pdf.
- Unter römischem Himmel. Roman (1896; Digitalisat im Internet Archive).
- Gottbegnadet. Roman (1897).
- Aus Mitleid. Roman (1897).
- Unter den Dolomiten. Roman (1893; Digitalisat der 7. Auflage von 1900 im Internet Archive). Neuausgabe Hofenberg, Berlin 2017, ISBN 978-3-7437-2224-8.
- Das Spiel ist aus! Roman (1898).
- Tod den Hüten! (posthum).
- Das Ende vom Lied. Roman (posthum).
- Was ist Wahrheit? Roman (1900, posthum; Digitalisat im Internet Archive; Neuauflage in England: 2009 Kessinger Pub., ISBN 1-104-52628-X).
- An der Engelsbucht. Carl Reißner, Dresden/Leipzig 1901, urn:nbn:de:gbv:9-g-5276087. Neuausgabe Hofenberg, Berlin 2021, ISBN 978-3-7437-4028-0.
- Tod und Leben. Carl Reißner, Dresden/Leipzig 1903, urn:nbn:de:gbv:9-g-5275770.